# Alberto Michelotti

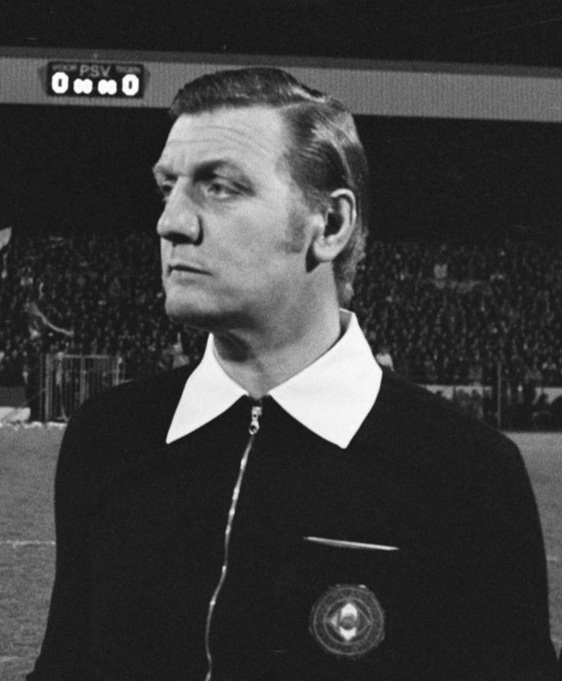
Alberto Michelotti am Rande eines Europapokalspiels zwischen der PSV Eindhoven und Benfica Lissabon 1975

Alberto Michelotti (* 15. Juli 1930 in Parma; † 18. Januar 2022 ebenda) war ein italienischer Fußballschiedsrichter. 

## Sportlicher Werdegang
Michelotti war zunächst als Torhüter aktiv. Dabei spielte er in der Jugend unter anderem beim später als Parma Calcio bekannten Verdi AC, kam aber insgesamt nicht über den Amateurbereich hinaus. Parallel begann er seine Schiedsrichterkarriere, die ihn Ende der 1960er Jahre in die Serie A führte. Dort leitete er bis 1981 Spiele, zudem wurde er mit der Leitung von Pokalfinals betraut. Im Wettbewerb 1974/75 pfiff er das Endspiel zwischen der AC Florenz und der AC Mailand (3:2-Erfolg der „Fiorentina“), im Wettbewerb 1979/80 pfiff er das Endspiel zwischen der AS Rom und Torino Calcio (3:2-Erfolg der Römer im Elfmeterschießen). 
Auf internationaler Ebene leitete Michelotti sowohl Länderspiele als auch Begegnungen im Europapokal. Besondere Spiele waren dabei insbesondere sein Einsatz bei der EM-Endrunde 1980, als er in der Gruppenphase beim 1:0-Erfolg des späteren Europameisters deutschen Nationalmannschaft zum Turnierauftakt gegen die Tschechoslowakei durch einen Treffer von Karl-Heinz Rummenigge ein Spiel pfiff, und zwei Spiele beim olympischen Fußballturnier bei den Olympischen Sommerspielen 1976 sowie sein Einsatz im Rückspiel der Endspiele zwischen Borussia Mönchengladbach und Roter Stern Belgrad im UEFA-Pokal 1978/79, als Allan Simonsen per Strafstoß den deutschen Klub zum 1:0-Erfolg und damit Titelgewinn schoss.
2019 wurde Michelotti in die Hall of Fame des italienischen Fußballs aufgenommen. Er starb 2022 im Alter von 91 Jahren.